# Pehenukai
Pehenukai o Pehenuikai (pḥ-n-wj-k3j) va ser un oficial egipci de la V dinastia. El seu càrrec principal era el de djati, convertint-lo en l'home més important de la cort reial, només en segon lloc després del rei.

## Biografia
Pehenuikai és conegut principalment per la seva mastaba a Saqqara, una de les mastabes més grans d'aquest lloc (Mariette número D 70). Grans parts de la decoració del sepulcre van ser copiades i publicades per l'expedició de Karl Richard Lepsius (tomba de Lepsius 15). A la tomba també hi apareix representada la família de Pehenuikai. La seva dona es deia Hetepheres, i un fill es deia Iti.
La datació exacta de Pehenuikai és incerta. Un tal Xepsi, que tenia una mastaba a prop, probablement era el seu pare. Aquesta mastaba de Xepsi data molt probablement de l'època del rei Sahure. Pehenuikai, llavors, se l'hauria de datar una generació més tard, probablement sota el rei Niuserre Ini.

### Títols
A més de djati, Pehenukai també ostentava molts altres títols importants: 
- Supervisor de doble tresor
- Supervisor dels escrits del rei i els secrets de les paraules del rei
- Supervisor del doble graner
- Supervisor de totes les obres reials".[1]

També va exercir funcions religioses com la de "sacerdot-uab" a la piràmide d'Userkaf, el fundador de la dinastia.

## Sepultura
Es va descobrir i identificar la seva tomba a la necròpolis de Saqqara durant l'expedició prussiana dirigida per Karl Richard Lepsius. S'hi va trobar una falsa porta (estela) amb els títols i funcions de Pehenukai i nombrosos relleus decoratius amb la gran finor i riquesa iconogràfica característica del període.
Així el djati hi va fer representar les escenes típiques de les mastabes de l'època, com la seva gestió al càrrec, processons de portadors d'ofrenes (que personifiquen les terres adjuntes al culte funerari del ministre) i escenes de navegació l'organització simbòlica de la qual es va posar a punt per als temples funeraris reials, i que s'han trobat fragmentades a les ruïnes d'aquests edificis. En aquesta mastaba estan gairebé intactes i, encara que no apareixen tan ben desenvolupades com les dels seus models reials, ens transmeten un testimoni de primer ordre sobre la decoració dels monuments funeraris oficials de la cort en aquest període.
La mastaba va ser estudiada posteriorment el 1876 per Auguste Mariette que va mesurar la seva escala revelant les dimensions d'un monument funerari digne del rang de djati.